# Campeonato de Oriente Medio de Rally
El Campeonato de Rally de Oriente Medio (FIA Middle East Rally Championship, en inglés) también conocido por sus siglas en inglés MERC, es un campeonato de rally que se disputa anualmente desde 1984 en la zona de Oriente Medio y es gestionada por la FIA. El piloto que más ediciones ha ganado es Nasser Al-Attiyah con diecinueve títulos.

## Pruebas

### Calendario 2010
| Rally             | Fecha                         | Ganador           |
| ----------------- | ----------------------------- | ----------------- |
| Rally de Catar    | 21 - 23 de enero de 2010      | Nasser Al-Attiyah |
| Rally de Kuwait   | 5 - 8 de marzo de 2010        | Khalid Al Qassimi |
| Rally de Jordania | 1 - 3 de abril de 2010        | Yazeed Al-Rajhi   |
| Rally KSA         | 20 - 22 de abril de 2010      | Yazeed Al-Rajhi   |
| Rally del Líbano  | 17 - 19 de septiembre de 2010 | Roger Feghali     |
| Rally de Syria    | 7 - 9 de octubre de 2010      | Nasser Al-Attiyah |
| Rally de Chipre   | 5 - 7 de noviembre de 2010    | Nasser Al-Attiyah |
| Rally de Dubái    | 2 - 4 de diciembre de 2010    | Nasser Al-Attiyah |

## Campeones
| Año  | Piloto                               | Vehículo                                      |
| ---- | ------------------------------------ | --------------------------------------------- |
| 1984 | Saeed Al-Hajri                       | Porsche 911 SC RS                             |
| 1985 | Saeed Al-Hajri                       | Porsche 911 SC RS                             |
| 1986 | Mohammed Bin Sulayem                 | Toyota Celica TC                              |
| 1987 | Mohammed Bin Sulayem                 | Toyota Celica TC                              |
| 1988 | Mohammed Bin Sulayem                 | Toyota Celica TC                              |
| 1989 | Mohammed Bin Sulayem                 | Toyota Celica GT-Four                         |
| 1990 | Mohammed Bin Sulayem                 | Toyota Celica GT-Four                         |
| 1991 | Mohammed Bin Sulayem                 | Toyota Celica GT-Four                         |
| 1992 | Mamdouh Khayat                       | Lancia Delta HF Integrale                     |
| 1993 | Hamed Al-Thani                       | Toyota Celica GT-Four                         |
| 1994 | Mohammed Bin Sulayem                 | Ford Escort RS Cosworth                       |
| 1995 | Abdullah Bakhashab                   | Ford Escort RS Cosworth                       |
| 1996 | Mohammed Bin Sulayem                 | Ford Escort RS Cosworth                       |
| 1997 | Mohammed Bin Sulayem                 | Ford Escort RS Cosworth                       |
| 1998 | Mohammed Bin Sulayem                 | Ford Escort WRC                               |
| 1999 | Mohammed Bin Sulayem                 | Ford Focus WRC                                |
| 2000 | Mohammed Bin Sulayem                 | Ford Focus WRC                                |
| 2001 | Mohammed Bin Sulayem                 | Ford Focus WRC                                |
| 2002 | Mohammed Bin Sulayem                 | Ford Focus WRC                                |
| 2003 | Nasser Al-Attiyah                    | Subaru Impreza WRC                            |
| 2004 | Khalid Al Qassimi                    | Subaru Impreza WRX STI                        |
| 2005 | Nasser Al-Attiyah                    | Subaru Impreza WRX STI                        |
| 2006 | Nasser Al-Attiyah                    | Subaru Impreza WRX STI                        |
| 2007 | Nasser Al-Attiyah                    | Subaru Impreza WRX STI                        |
| 2008 | Nasser Al-Attiyah                    | Subaru Impreza WRX STI                        |
| 2009 | Nasser Al-Attiyah                    | Subaru Impreza WRX STI Mitsubishi Evo X       |
| 2010 | Misfer Al-Marri                      | Subaru Impreza WRX STI                        |
| 2011 | Nasser Al-Attiyah                    | Ford Fiesta S2000                             |
| 2012 | Nasser Al-Attiyah                    | Ford Fiesta RRC Peugeot 207 S2000             |
| 2013 | Nasser Al-Attiyah                    | Ford Fiesta RRC                               |
| 2014 | Nasser Al-Attiyah                    | Ford Fiesta RRC                               |
| 2015 | Nasser Al-Attiyah                    | Ford Fiesta RRC                               |
| 2016 | Nasser Al-Attiyah                    | Škoda Fabia R5                                |
| 2017 | Nasser Al-Attiyah                    | Ford Fiesta R5                                |
| 2018 | Nasser Al-Attiyah                    | Ford Fiesta R5                                |
| 2019 | Nasser Al-Attiyah                    | Volkswagen Polo GTI R5                        |
| 2020 | Nasser Al-Attiyah                    | Volkswagen Polo GTI R5                        |
| 2021 | Nasser Al-Attiyah                    | Volkswagen Polo GTI R5                        |
| 2022 | Nasser Al-Attiyah                    | Volkswagen Polo GTI R5                        |
| 2023 | Nasser Al-Attiyah Abdullah Al-Rawahi | Volkswagen Polo GTI R5 Škoda Fabia Rally2 evo |

## Títulos por Piloto
| Piloto               | Títulos |
| -------------------- | ------- |
| Nasser Al-Attiyah    | 19      |
| Mohammed bin Sulayem | 14      |
| Saeed Al-Hajri       | 2       |
| Mamdouh Khayat       | 1       |
| Hamed Al-Thani       | 1       |
| Abdullah Bakhashab   | 1       |
| Khalid Al Qassimi    | 1       |
| Misfer Al-Marri      | 1       |
| Abdullah Al-Rawahi   | 1       |